# Краббе, Йерун
Йеру́н Арт Краббе́ (нидерл. Jeroen Aart Krabbé; род. 5 декабря 1944) — нидерландский актёр и режиссёр кино, снимающийся в фильмах как на родине, в Нидерландах, так и в Европе и в США. Широкую известность приобрёл после роли Герарда Реве в фильме Пола Верховена «Четвёртый мужчина».

## Биография
Родился в семье Маргрет (урожденная Рейсс), переводчицы кинофильмов, и Мартина Краббе, художника. С середины 1960-х снимался в телевизионных сериалах. Первую крупную роль в художественном кинематографе исполнил в фильме П. Верховена «Оранжевый солдат» (нидерл. Soldaat van Oranje, 1977 год). Спустя пять лет тот же режиссёр пригласил его на главную роль в мистический триллер «Четвёртый мужчина» (англ. The Fourth Man, 1983 год), предвосхитивший многими художественными ходами, по мнению критиков, голливудский «Основной инстинкт». Актёр был замечен американским кинематографом и, спустя два года, снимался в комедии «Джек-попрыгун» (англ. Jumpin' Jack Flash, 1986 год) с Вупи Голдберг в главной роли. В 1987 году роль советского генерала КГБ Георгия Коскова в пятнадцатом фильме Бондианы принесла актёру мировую известность. Она же закрепила за ним на продолжительное время амплуа злодея, «плохого парня» (часто — из России): мафиози Франко в «Карателе», военно-морской атташе СССР в Великобритании Евгений Иванов в «Скандале», нечистоплотный учёный-медик в «Беглеце», кинематографист-маньяк Борис Аркадин в «Snuff-Movie». При этом хара́ктерная внешность актёра позволяет ему перевоплощаться в персонажей от Архангела Гавриила («Открытие небес») до Сатаны («Иисус» телевизионный фильм, 1999 год).
Краббе пробует себя в режиссуре. Им поставлены фильмы «Оставленный багаж» (1998 год), за который он был номинирован на «Золотого медведя» Берлинского кинофестиваля, но получил награду рангом ниже — «Голубой ангел» и премию Гильдии немецкого артхаус-кинематографа, «Открытие небес» (2001 год) и Крылья Рико (2009 год).
Состоит в браке с 1964 года, сыновья: Мартин (1968 год), Яспер (1970 год) и Якоб (1983 год). Его старший брат — Тим Краббе, титулованный шахматист, писатель, журналист.

## Избранная фильмография

### Актёр
| Год  |    | Русское название           | Оригинальное название                 | Роль                              |
| ---- | -- | -------------------------- | ------------------------------------- | --------------------------------- |
| 1977 | ф  | Оранжевый солдат           | Soldaat van Oranje                    | Гюс Лежён                         |
| 1980 | ф  | Лихачи                     | Spetters                              | Франц Хенкхоф                     |
| 1981 | ф  |                            | Een Vlucht Regenwulpen                | Мартин (Alter ego)                |
| 1983 | ф  | Четвёртый мужчина          | De Vierde Man                         | Герард Реве                       |
| 1985 | ф  | Дневник Черепахи           | Turtle Diary                          | господин Шандор                   |
| 1986 | ф  | Джек-попрыгун              | Jumpin' Jack Flash                    | Марк Ван Метер                    |
| 1986 | ф  | Никакой пощады             | No Mercy                              | Лосадо                            |
| 1987 | ф  | Искры из глаз              | The Living Daylights                  | генерал Георгий Косков            |
| 1988 | ф  | Перекрёсток Делэнси        | Crossing Delancey                     | Антон Мас                         |
| 1988 | ф  | Тень                       | Shadow Man                            | Тео                               |
| 1989 | ф  | Меланхолия                 | Melancholia                           | Давид Келлер                      |
| 1989 | ф  | Каратель                   | The Punisher                          | Джанни Франко                     |
| 1989 | ф  | Скандал                    | Scandal                               | советский дипломат Евгений Иванов |
| 1990 | ф  | Семья шпионов              | Family of Spies                       | советский разведчик Борис Он      |
| 1991 | ф  | Робин Гуд                  | Robin Hood                            | барон Роджер Дагер                |
| 1991 | ф  | Кафка                      | Kafka                                 | господин Беззлебек                |
| 1991 | ф  | Повелитель приливов        | The Prince of Tides                   | Герберт Вудрафф                   |
| 1992 | тф | Сталин                     | Stalin                                | Бухарин, Николай Иванович         |
| 1993 | ф  | В честь пропавшего солдата | For a Lost Soldier                    | Йерун Боман                       |
| 1993 | ф  | Царь горы (фильм)          | King of the Hill                      | господин Курландер                |
| 1993 | ф  | Беглец                     | The Fugitive                          | доктор Чарльз Николс              |
| 1994 | ф  | Бессмертная возлюбленная   | Immortal Beloved                      | Антон Шиндлер                     |
| 1994 | ф  | Фаринелли-кастрат          | Farinelli                             | Георг Фридрих Гендель             |
| 1997 | тф | Одиссея                    | The Odyssey                           | Алкиной                           |
| 1998 | ф  | Честная куртизанка         | Dangerous Beauty                      | Пьетро Веньер                     |
| 1998 | ф  | Оставленный багаж          | Left Luggage                          | господин Калман                   |
| 1998 | ф  | История вечной любви       | Ever After: A Cinderella Story        | Огюст де Барбарак                 |
| 1999 | тф | Иисус                      | Jesus                                 | Сатана                            |
| 1999 | ф  | Идеальный муж              | An Ideal Husband                      | барон Арнхейм                     |
| 2000 | ф  | Падающее небо              | Il Cielo Cade (The Sky Will Fall)     | Вильгельм                         |
| 2001 | ф  | Открытие небес             | The Discovery of Heaven               | Архангел Гавриил                  |
| 2004 | ф  | Двенадцать друзей Оушена   | Ocean’s Twelve                        | Ван дер Вауде                     |
| 2005 | ф  | Мужчина по вызову 2        | Deuce Bigalow: European Gigolo        | Гаспар Вурсбух                    |
| 2005 | ф  | Бал Сатаны                 | Snuff-Movie                           | Борис Аркадин                     |
| 2006 | ф  | За кадром                  | Offscreen                             | в титрах не указан                |
| 2008 | ф  | Перевозчик 3               | Transporter 3                         | Леонид Томиленко                  |
| 2009 | ф  |                            | Verborgen gebreken                    | Боб Радемакер                     |
| 2009 | ф  |                            | Yankee Go Home                        | министр                           |
| 2009 | ф  | Альберт Швейцер            | Albert Schweitzer                     | Альберт Швейцер                   |
| 2011 | тф | Терапия                    | In therapie                           | Ваутер ден Аренд                  |
| 2012 | ф  |                            | Alleen maar nette mensen              | Bram Samuels                      |
| 2013 | ф  |                            | Van Gogh; een huis voor Vincent       | Vincent Willem                    |
| 2013 | тф |                            | De Man met de Hamer                   | Arend de Leeuw                    |
| 2015 | тф |                            | Sneeuwwitje en de zeven kleine mensen | Dokter Harrie Peters              |
| 2016 | ф  |                            | Gangster Kittens                      | Пьер                              |

### Режиссёр
- 1998 — Оставленный багаж
- 2001 — Открытие небес
- 2009 — Крылья Рико